# Wakacje w domu
Wakacje w domu (ang. Home for the Holidays) – amerykańska tragikomedia z 1995 roku w reżyserii Jodie Foster.

## Obsada
- Holly Hunter – Claudia Larson
- Robert Downey Jr. – Tommy Larson
- Anne Bancroft – Adele Larson
- Charles Durning – Henry Larson
- Dylan McDermott – Leo Fish
- Geraldine Chaplin – ciotka Gladys
- Steve Guttenberg – Walter Wedman
- Cynthia Stevenson – Joanne Larson Wedman
- Claire Danes – Kitt Larson
- Emily Ann Lloyd – Brittany Lace Wedman
- Zack Duhame – Walter Wedman Jr.
- Austin Pendleton – Peter Arnold
- David Strathairn – Russell Terziak